# 가도가와정
가도가와정(일본어: 門川町)은 일본 미야자키현 북부에 위치하고 휴가나다(태평양)와 접한 히가시우스키군의 정이다. 노베오카시와 휴가시 사이에 위치하여 두 도시가 신산업도시로 지정되고 나서는 베드타운으로 발전하고 있다.

## 지리
미야자키현 북부에 위치한다. 현 북부의 중심 도시인 노베오카시와 인접하고 노베오카시 중심부에서 남쪽으로 약 15km, 현청 소재지인 미야자키시에서 북동쪽으로 약 70km 떨어진 곳에 있다. 동쪽은 휴가나다와 접하고 있다. 2005년의 연평균 기온은 16.7도, 연 강수량은 1622mm이었다.

### 인접한 자치체
- 노베오카시
- 휴가시
- 히가시우스키군 미사토정

## 역사
에도 시대에는 노베오카번에 속했다. 폐번치현 후에는 노베오카현→미미쓰현→미야자키현→가고시마현을 거쳐 1883년 5월에 미야자키현 재설치로 미야자키현 소속이 되었다. 1884년에 우스키군이 분할되어 현재의 가도가와 정역은 히가시우스키군에 속하게 되었다.
- 1889년 - 정촌제 시행과 함께 가도가와촌이 성립하였다.
- 1935년 2월 11일 - 정으로 승격해 현재에 이른다.

## 경제
휴가나다와 접해 어업·수산가공업이 번창하고 낚시 성지이기도 하다.

## 교통

### 철도
- 규슈 여객철도 닛포 본선

### 도로
- 국도 10호선
- 국도 388호선